# Bad Apple!!
『Bad Apple!!』（バッドアップル）は、東方Project第4弾『東方幻想郷 ～ Lotus Land Story.』の収録曲の一つで、同作品3面のテーマである。2006年開催の第3回博麗神社例大祭で発表されたサウンドトラック集の『幺樂団の歴史1 ～ Akyu's Untouched Score vol.1』に収録されている。後述するアレンジ楽曲の『Bad Apple!! feat. nomico』は、ニコニコ動画に投稿され歴史的なヒットを記録した影絵アニメーション動画の曲として使われたこともあり、東方Projectのアレンジ楽曲の方でも特に人気が高いとされる。
なお、曲名として使われている"Bad Apple"は英語の隠喩であり、「腐ったリンゴ」を意味する。

## Bad Apple!! feat. nomico
『Bad Apple!! feat. nomico』（バッドアップル・フィーチャリング・ノミコ）は、Alstroemeria Recordsによる『Bad Apple!!』のアレンジ楽曲である。2007年5月20日開催の第4回博麗神社例大祭で頒布されたアルバム『Lovelight』に収録された。アレンジはMasayoshi Minoshimaが、作詞はHarukaが担っており、nomicoが歌唱している。
2017年5月から2018年8月にかけて、Alstroemeria Recordsは『10th Anniversary Bad Apple!!』と題した3つのアルバムをリリース。『Bad Apple!!』のリミックスやカバーが収録されている。

### 影絵PV
2008年6月8日、Μμを名乗るユーザーがニコニコ動画で『Bad Apple!! feat. nomico』を使った字コンテを、誰かにアニメ化するよう頼んでいる動画名とともに投稿した。
2009年10月27日、字コンテ動画を基として作成された「【東方】Bad Apple!!　ＰＶ【影絵】」と名付けられた動画（以下、影絵動画）が、あにらを名乗るユーザーによってニコニコ動画にアップロードされた。動画では、白と黒の2色だけを用いた影絵のような演出が行われ、博麗霊夢や霧雨魔理沙などの東方Projectに登場するキャラクター達が推移しながら踊る様子が表現されている。動画はインターネット・ミームとして反響を呼び、2009年11月15日のデイリー再生数ランキングでは1位を、同年11月30日から12月6日までの週間ランキングでは2位を獲得した。約13年4か月後の2023年3月には、影絵動画がニコニコ動画のみで3000万再生を達成するに至った。
なお、Alstroemeria Records側も影絵動画の存在を把握しており、「とても素晴らしいPV」「モーションの美しさに感動」と絶賛している。
影絵動画の影響もあり、『Bad Apple!! feat. nomico』は後にカラオケや多数のゲームに収録されることとなる。2013年開催の「ニコニコ超会議2」の「超演奏してみたエリア」に出展された「太鼓の達人」の限定バージョンには、アレンジ楽曲などが収録された。2019年にはDAMが、続いて2020年にはJOYSOUNDがミュージックビデオと同時にカラオケ配信を開始させたほか、ゲーム『バンドリ! ガールズバンドパーティ!』ではRoselia［湊友希那（相羽あいな）］によるカバーバージョンが収録された。2022年には、『Bad Apple!! feat. nomico』と小室哲哉によるRemix版がゲーム『東方ダンマクカグラ』に収録された。

## 派生動画
影絵動画が人気を博すと、登場するキャラクターを置き換えたり、様々なデバイスなどで再現・移植する派生動画が数多く投稿された。この中には、ムービーを再生するのが不可能とされていた第二世代ゲーム機やグラフ電卓などが含まれている。また、技術デモンストレーションとして多用されていることから、影絵動画が"Hello world"に類似しているとの指摘がある。いくつか例を挙げる。
- 2014年4月、Intel 8088を搭載するIBM 5160上で映像を再生するデモ動画内で、影絵動画が再生された[28][29]。画素数は640×200で、フレームレートは30fps。
- 2014年6月、影絵動画が8ビットホームコンピューターのコモドール64上で約2分間再生された。フレームレートは12fps[30]。
- 2015年までに、バンダイの光速船[31]、アタリのAtari 2600、任天堂のNintendo Entertainment System、セガのメガドライブやグラフ関数電卓のTI-84 Plus シリーズ上での再現が確認されている[32]。
- 2019年、影絵動画がArduino Mega上で再生された（音声なし）。画素数は128×176で、フレームレートは60fps[33]。また、Raspberry Piを使って影絵動画をオシロスコープに写した動画が六甲学院物理部によって公開されている[9]。
- 2021年、影絵動画をApple IIe上で再生した動画が公開された。改造によるブーストは一切行っていないという[34]。また同年、ゆっくりAIチャンネル[注釈 3]が、Microsoft Excel上で影絵動画を再現した様子を公開した[35]。同年までに、パラパラ漫画、8ビットパソコンやテスラコイルとレーザーを用いたものなど、多種多様な形での再現が確認されている[34]。
- 2023年、関数グラフを使った影絵動画の再現動画が、zboyによって作成された[26][36]。既に関数グラフを使った先行作品はあったが、輪郭線のみだったため色つきのものを作りたかったという[37]。

この他、影絵動画をリンゴを使って再現した動画や、和楽器の演奏者で構成されたグループ「杵家七三社中」が『Bad Apple!! feat. nomico』を三味線、箏、尺八、太鼓などで演奏した動画も人気を集めた。